# Pseudopostega texana
Pseudopostega texana là một loài bướm đêm thuộc họ Opostegidae. Nó được miêu tả bởi Donald R. Davis và Jonas R. Stonis, 2007. Nó được tìm thấy ở the Rio Grande Valley of miền nam Texas, probably phía nam into México.
Chiều dài cánh trước là 2.5–3 mm. Con trưởng thành bay vào tháng 4 và từ tháng 7 tới đầu tháng 10.